# Rune Ryberg
Rune Ryberg (født 1979) er en dansk animator og tegneserieskaber.
Rune Rydberg laver farverige tegneserier i syrede universer. Stregen er blævret på en selvsikker måde og historierne går hastigt i uventede retninger.
Nogle af hans tegneserier er, ud over på dansk, i visse tilfælde udgivet på svensk, finsk, engelsk og fransk.

## Priser[1]
2019
- Pingprisen for Death Save i kategorien "Bedste Tegneserie".
- Claus Deleuran prisen for Death Save i kategorien "Bedste Tegneserie".

2017
- Claus Deleuran-prisen for Turbo Fang i kategorien "Bedste Farvelægning”

2015
- Pingprisen for Gigant i kategorien "Bedste Børne-/Ungdomstegneserie”.